# Gerichtsbezirk Frankenmarkt
Der Gerichtsbezirk Frankenmarkt war ein dem Bezirksgericht Frankenmarkt unterstehender Gerichtsbezirk im politischen Bezirk Vöcklabruck (Bundesland Oberösterreich). Per 1. Juli 2013 wurde das Gebiet dem Gerichtsbezirk Vöcklabruck zugeschlagen. 

## Geschichte
Der Gerichtsbezirk Frankenmarkt wurde durch einen Erlass des k.k. Oberlandesgerichtes Linz am 4. Juli 1850 geschaffen und umfasste ursprünglich die 33 Steuergemeinden Abtsdorf, Attersee, Berg, Eggenberg, Fornach, Forstern, Frankenburg, Frankenmarkt, Freudenthal, Freyn, Geretseck, Haberpoint, Hintersteining, Höhenwart, Högersteig, Hofberg, Kirchham, Lichtenbuch, Nußdorf, Oberschwand, Paping, Pfaffing, Redleiten, St. Georgen im Attergau, Stauf, Straß, Vöcklamarkt, Walchen, Walkering, Wallingen, Weißenkirchen und Wildenhaag.
Der Gerichtsbezirk bildete im Zuge der Trennung der politischen von der judikativen Verwaltung
ab 1868 gemeinsam mit den Gerichtsbezirken Mondsee, Schwanenstadt und Vöcklabruck den Bezirk Vöcklabruck.
Durch Gemeindezusammenlegungen reduzierte sich die Anzahl der Gemeinden nach und nach auf 13 Gemeinden. Am 1. Juli 2013 wurde der Gerichtsbezirk aufgelöst und die Gemeinden wurden dem Gerichtsbezirk Vöcklabruck zugewiesen.

## Gerichtssprengel
Der Gerichtssprengel umfasste mit den 13 Gemeinden Attersee am Attersee, Berg im Attergau, Fornach, Frankenburg am Hausruck, Frankenmarkt, Nußdorf am Attersee, Pfaffing, Pöndorf, Redleiten, St. Georgen im Attergau, Straß im Attergau, Vöcklamarkt und Weißenkirchen im Attergau den westlichen Teil des politischen Bezirks Vöcklabruck.